# Битва за Грозный (1999—2000)

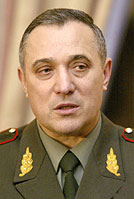
Командующий группировкой «Север» Анатолий Квашнин

Битва за Грозный — одно из центральных событий Второй чеченской войны, в результате которой федеральные силы сначала осадили 26 декабря 1999 года, а затем и заняли 6 февраля 2000 года столицу самопровозглашённой Чеченской Республики Ичкерия (ЧРИ).

## Предыстория

### Сентябрь 1999
- 30 сентября — российская авиация нанесла ракетно-бомбовые удары по Октябрьскому (Байсангуровский), Старопромысловскому (Висаитовский) и Заводскому (Шейх-Мансуровский) районам Грозного[8].

### Октябрь 1999
- 5 октября произошли бои на станицах Червлённая и Наурская в 25—50 км от столицы Чечни[8].
- 21 октября представитель правительства Российской Федерации в Чечне Н. П. Кошман заявил, что большинство населённых пунктов в Грозненском районе Чечни освобождены от боевиков и что российские войска находятся в 12—14 км от Грозного[9].
- В ночь на 22 октября в Грозном произошли несколько взрывов. По утверждению боевиков, ракетный удар был нанесён ракетами «воздух-поверхность», в результате чего погибло 137 и ранено 250 человек. Руководство российских вооружённых сил отрицало причастность к взрывам[9].
- 25 октября российские штурмовики нанесли удар по южной окраине города. Была уничтожена зенитная установка и две машины боевиков[9].
- 28 октября представитель штаба объединённой группировки войск сообщил о том, что к 10:30 часам на 80 % завершено окружение города[10].
- 29 октября был открыт «гуманитарный коридор» для эвакуации мирного населения. В результате авианалета на колонну погибло более 100 мирных жителей[11]. В июле 2005 года Правительство РФ проиграло дело по иску шести чеченцев в Европейском суде по правам человека и выплатило компенсации за моральный и материальный ущерб.
- 30 октября в ходе удара российской авиации был уничтожен склад ГСМ и цех электроприборов в Грозном, в котором кустарно производились гранатомёты[10].
- 31 октября российская авиация нанесла ракетно-бомбовые удары по северной части Грозного. На город было сброшено 10 агитационных бомб АгитАБ-500-300[10].

### Ноябрь 1999

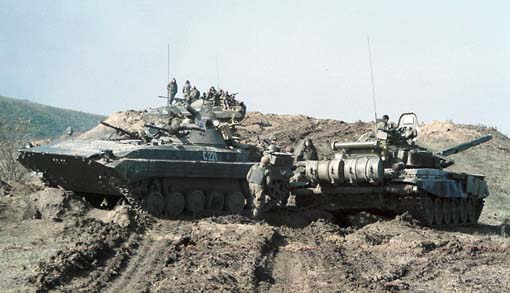
Российская бронетехника к югу от Грозного во время операции по блокированию города, 18 ноября 1999

- 1 ноября командующий восточной группировкой российских вооружённых сил Геннадий Трошев заявил, что российская армия не будет штурмовать Грозный[10].
- 5 ноября в результате очередного удара российских штурмовиков в Грозном были уничтожены штаб чеченского полевого командира Руслана Гелаева и четыре нефтеперерабатывающих мини-завода[12].
- 6 ноября был нанесён удар российской ракетной установкой «Точка-У» по скоплениям боевиков в Грозном[12].

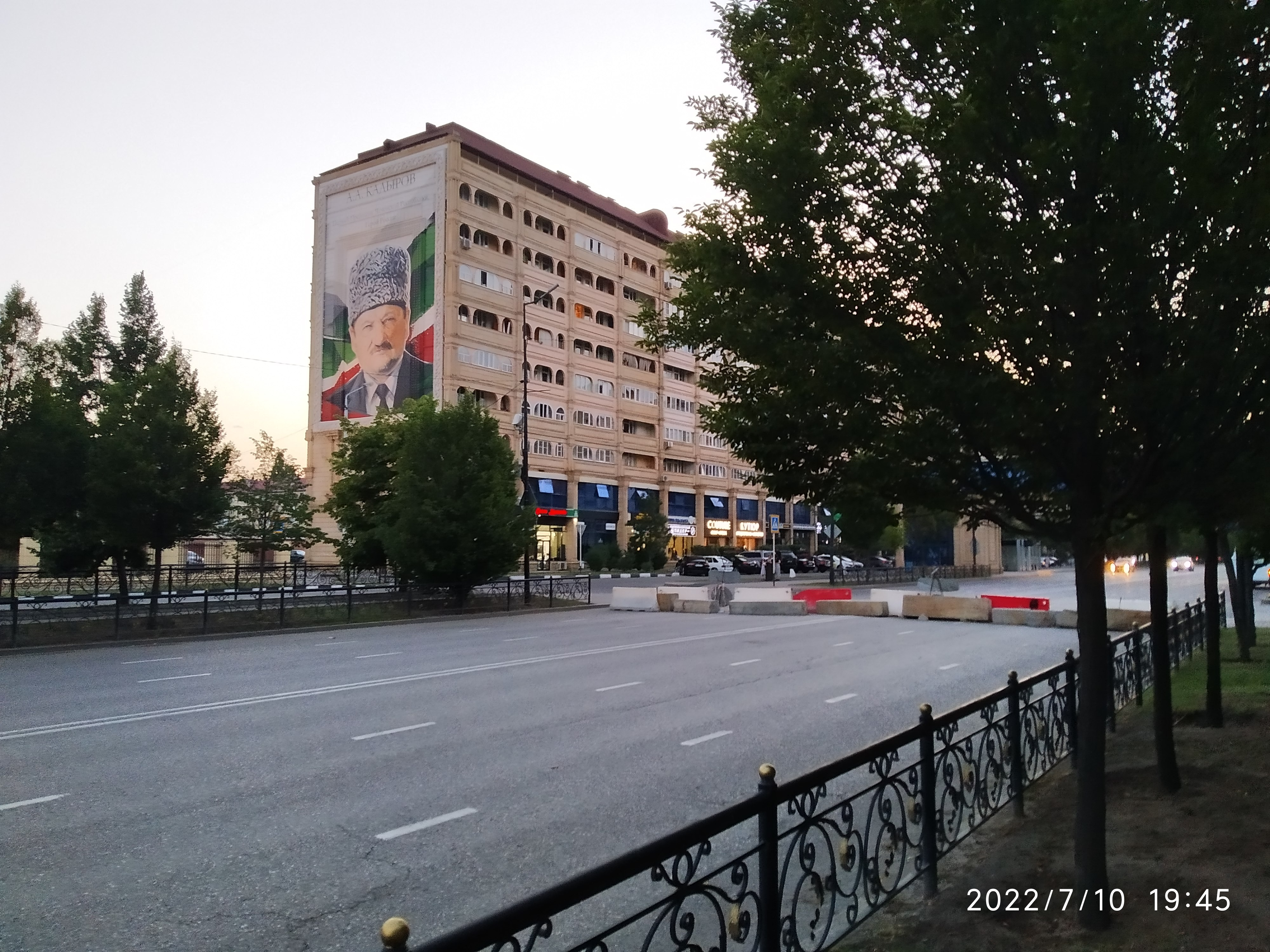
Пересечение проспекта Ленина (ныне Кадырова) и улицы Нурадилова (дом «Китайская стена»)

- 8 ноября были нанесены удары российской артиллерии по позициям боевиков в Грозном и окрестным населённым пунктам[12]. Согласно поступающим сообщениям, удары наносились преимущественно по центру столицы: сильные разрушения на пересечении проспекта имени Ленина и улицы Нурадилова, а также в районе улиц Гудермесская и Богдана Хмельницкого.[14]
- 9 ноября
  - удары российских вертолётов по позициям боевиков в Грозном[12]. Также подразделения вооружённых сил России блокировали Грозный с севера, запада и частично с востока. По данным российского командования, в городе находилось около 5000 боевиков.[15]
  - председатель фракции «Яблоко» в Государственной думе Григорий Явлинский озвучил позицию партии по ситуации в Чечне. Явлинский предложил политическому руководству страны приостановить наступательные операции и бомбардировки чеченской территории, ограничившись введением на её территории и в прилегающих к ней районах сопредельных субъектов федерации чрезвычайного положения, начать переговоры с руководством Ичкерии и в ультимативной форме потребовать от её лидера А. Масхадова самостоятельно урегулировать кризисную ситуацию или уйти в отставку.[16]
- 10 ноября
  - по словам командующего группировкой «Восток» объединённых федеральных сил на Северном Кавказе генерал-лейтенанта Г. Н. Трошева, благодаря избранию штурмовой тактики в противостоянии с обороняющимися российские войска без потерь практически завершили окружение Гудермеса[14].
  - подразделения группировки «Запад» объединённых федеральных сил приступили к штурму села Алхан-Кала в 18 км западнее Грозного. При помощи авиации было уничтожено 18 автомобилей боевиков, 10 опорных пунктов и зенитная установка. По официальным сообщениям, за сутки в Чечне было убито до 150 боевиков, среди военнослужащих федеральных сил погибших нет[14].
- 11 ноября

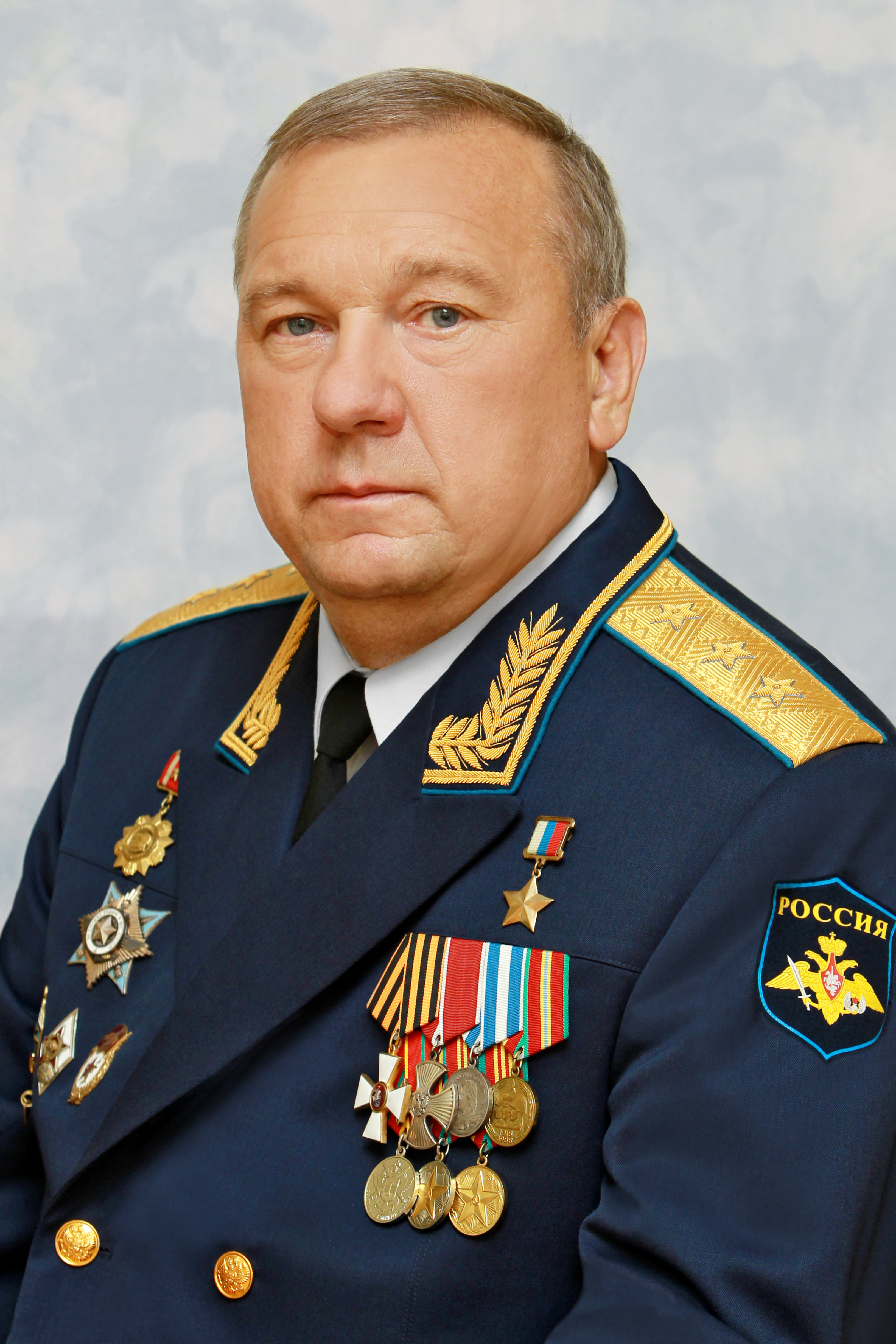
Командующий группировкой «Запад» Владимир Шаманов

  - Командующий группировкой «Восток», генерал-лейтенант ВС РФ Геннадий ТрошевКомандующий группировкой «Запад» Владимир Шамановпо итогам переговоров Г. Трошева с местными старейшинами полевые командиры братья Ямадаевы и муфтий Чечни Ахмат Кадыров без боя пропустили федеральные силы в Гудермес. Военным комендантом зоны безопасности района стал заместитель командующего 22-й армии генерал-майор Александр Столяров, главой администрации назначена Малика Гезимиева.[17]

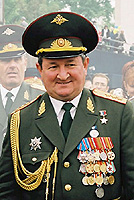
Командующий группировкой «Восток», генерал-лейтенант ВС РФ Геннадий Трошев

  - в результате точечного удара федеральной авиации в райцентре Шали был полностью разрушен дом председателя республиканского парламента Руслана Алихаджиева. Погибли пять человек, в том числе его двоюродный брат Увайс. Сам Алихаджиев получил ранения[14].
- 16 ноября федеральные силы взяли под контроль населённый пункт Новый Шатой[18].
- 17 ноября под Ведено потери понесла разведывательная группа 91-го батальона 31-й отдельной десантно-штурмовой бригады (12 погибших, 2 пленных)[19].
- 18 ноября по сообщению телекомпании НТВ, федеральные силы взяли под контроль райцентр Ачхой-Мартан «без единого выстрела»[20].
- 20 ноября российские войска находились в 5 км от города[12].
- 25 ноября президент Чеченской Республики Ичкерия Аслан Масхадов обратился к участвующим в «контртеррористической операции» российским солдатам с предложением перейти на сторону боевиков под его личные гарантии безопасности[21].
- 29 ноября Аслан Масхадов вместе со своим штабом покидает Грозный и перебирается в г. Шали в 20 км к юго-востоку от столицы Чечни[22].
- 30 ноября подразделения вооружённых сил России перекрыли все основные пути доставки оружия в Грозный[23].

### Декабрь 1999
- 6 декабря федеральные силы сбросили на Грозный листовки, в которых повстанцам и мирным жителям предлагалось выйти из города до 11 декабря по специальному коридору безопасности. Все оставшиеся в городе после этого срока будут считаться боевиками[24][25]
- 9 декабря федеральными силами без боя было занято селение Шали — последний форпост повстанцев на подступах к Грозному. Этим была достигнута стратегическая цель операции: Грозный блокирован с юга[26].
- 14 декабря передовые подразделения федеральных сил непосредственно вошли в Грозный[27]. В штабе командования объединённой группировкой войск на Северном Кавказе сообщалось, что задач по полному освобождению Грозного от бандформирований перед войсками не ставилось: широкомасштабные боевые действия пока не ведутся, по-прежнему сохраняется коридор безопасности для выхода мирных жителей из города.
- 15 декабря сотрудники Российского информационного центра вместе с начальником центра общественных связей ФСБ России генерал-лейтенантом Александром Здановичем провели совместную пресс-конференцию для представителей зарубежного военно-дипломатического корпуса с разъяснениями по случаю проведённой накануне операции федеральных сил в Грозном. Они категорически опровергли распространённые зарубежными агентствами сообщения о якобы имевшем место столкновении подразделений федеральных сил с большой группой боевиков численностью свыше двух тысяч человек. По сообщениям телекомпаний BBC и Reuters, минувшей ночью подразделениями российских Вооружённых сил с восточной окраины Грозного была предпринята попытка форсированного прорыва в центр города. Зарубежные информагентства со ссылкой на очевидцев событий сообщали, что принимавшая участие в марше танковая группа была остановлена на площади Минутка, где завязался бой, в ходе которого якобы были подбиты не менее семи танков и восьми бронетранспортеров, а потери федеральных сил составили от 50 до 100 человек убитыми. Агентство военных новостей назвало эти сообщения «информационной провокацией», но подтвердило факт того, что накануне со стороны военной базы в Ханкале в район площади Минутка для ликвидации крупного очага сопротивления действительно выдвинулась колонна в составе 15 единиц бронетехники[28].

## Ход штурма

### Декабрь 1999
- 26 декабря — началась спецоперация по поиску и ликвидации отрядов чеченских сепаратистов в Грозном силами подразделений внутренних войск и милиции.
- 27 декабря — отряды пророссийской чеченской милиции под командованием Бислана Гантамирова и российские войска взяли под контроль Старопромысловский (Висаитовский) район Грозного[29].
- 28 декабря — министр обороны РФ Игорь Сергеев отметил, что после трёхдневных ожесточённых боев передовым подразделениям ФС удалось продвинуться к центру Грозного. Сергеев признал, что боевики оказывают ожесточённое сопротивление.
- 29 декабря — в результате кровопролитного боя в «огневых мешках» в течение суток погибло почти 40 солдат федеральных войск, безвозвратно потеряны несколько танков и БМП.

В 8 ч.15 мин. по московскому времени, боевики (предположительно, Р. Читигова) взорвали ёмкость с хлором или аммиаком на северной окраине города и подожгли залитую в траншеи нефть в Старопромысловском районе.

### Январь 2000

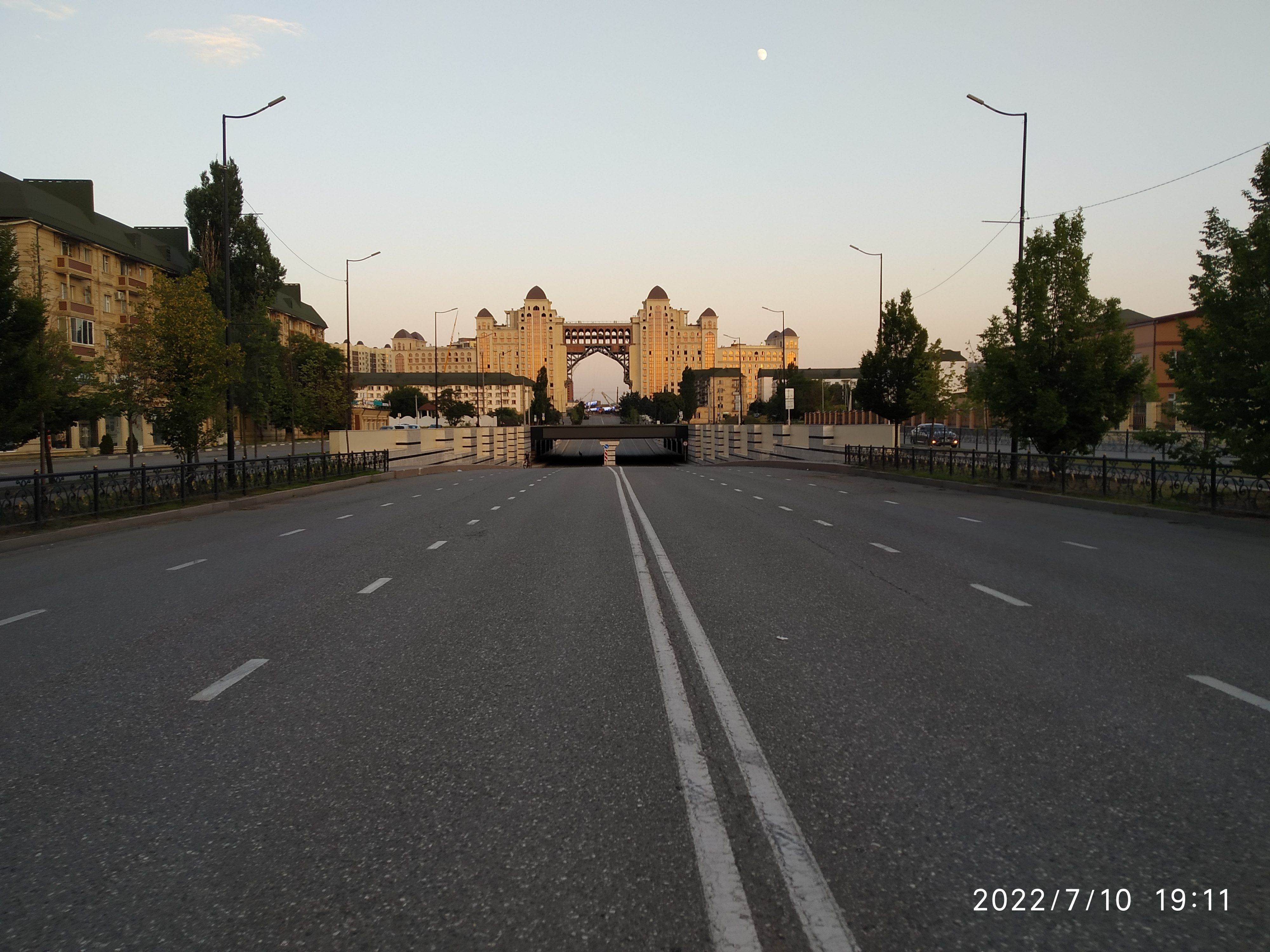
…В направлении Минутки

- 6 января — подразделения российской армии заняли территорию железнодорожного вокзала в Октябрьском районе Грозного.

Федеральными силами (ФС) взят Ачхой-Мартан, солдаты укрепляют позиции на южной окраине Ведено.
- 7 января — боевики давали понять о начале этапа партизанской войны против наступающих сил противника. Так, на станции Червлённая на цистерне с горючим для военных в ходе осмотра перед её отправлением обнаружена растяжка из двух связанных гранат.
- 8 января — подразделения федеральных сил в Грозном получили приказ о приостановке спецоперации в связи с «чествованием мусульманского праздника и экологической обстановкой в городе и его пригородах». В этот же день и. о. президента Владимир Путин сделал технические перестановки в командовании объединённой группировки на Северном Кавказе. Генералы Владимир Шаманов и Геннадий Трошев были освобождены от обязанностей командующих восточной и западной группировок федеральных сил в Чечне в связи с назначением на вышестоящие должности.
- 9 января — на уже занятые российскими войсками населённые пункты Аргун и Шали было совершено нападение большого отряда повстанцев. Большинство из них находились под видом мирного населения. В Аргуне чеченские боевики осуществили нападение на комендатуру города и железнодорожный вокзал, блокировав его. В Шали захватили школу, в которой удерживали заложников из числа мирного населения.
- 10 января — учитывая возможность полного окружения и уничтожения частей внутренних войск МВД РФ в Аргуне и Шали, и. о. президента Владимир Путин объявил о приостановке на сутки наступления федеральных сил.
- 11 января — успешная операция федеральных сил по деблокированию Аргуна и Шали, взятие под контроль райцентра Ведено
- 17 января — федеральные войска пошли на общий штурм Грозного. Первоначальный план штурма 6 января был сорван рейдом отряда Арби Бараева, вышедшего из Грозного и захватившего находящиеся недалеко от города сёла Алхан-Кала и Алхан-Юрт, что создало угрозу захвата нескольких базовых лагерей российских частей. Чтобы ликвидировать опасность, часть федеральных войск была вынуждена покинуть Старопромысловский (Висаитовский) район и вернуться, чтобы выбить противника из этих сёл. Таким образом, штурм был задержан на 10 дней[32].В результате контратаки боевиков на улице Коперника погиб генерал-майор Михаил Малофеев — заместитель командующего группировкой «Север». Общее число потерь федеральных сил за все время осады Грозного по официальным данным достигло 500 человек, из которых 120 убитых. Около 2000 боевиков продолжают оказывать сопротивление в городе[33].

В ночь на 17 января боевиками было предпринято более 6 попыток прорвать блокадное кольцо федеральных войск и уйти из города. Каждый раз боевики, попадая под огонь бойцов ОМОНа, СОБРа и подразделений Внутренних войск, были вынуждены отступать. Штурмовой отряд № 1, в состав которого входил 1-й батальон 674-го полка оперативного назначения ВВ, активно вклинился в оборону противника, а затем расширил свою полосу действий в южной оконечности Висаитовского района. Спустя несколько суток, не снижая темпа наступления, штурмовой отряд № 1 полностью отсёк Старые Промыслы — это позволило в сжатые сроки овладеть территорией района.
Штурмовые отряды № 4 и № 5, состоящие из батальонов 506-го гв. мотострелкового полка, поддерживаемым с тыла подразделениями 33-й бригады оперативного назначения ВВ МВД (33 оброн), к исходу первого дня удалось захватить школу и три квартала жилых зданий частного сектора. В последующем успешно с боями отряды продвинулись в направлении площади Минутка. Однако на западном направлении, где в Шейх-Мансуровском районе Грозного действовали штурмовые отряды 21-й бригады оперативного назначения ВВ МВД (21 оброн), из-за сильного тумана движение в глубь кварталов перенесли на более позднее время. Только в 9 часов утра 17 января началась огневая подготовка штурма 21-й оброн, а в 9:30 — атака позиций незаконных вооружённых формирований.
Штурмовой отряд № 2 под натиском у стадиона был вынужден отступить в район дачных построек на окраине города. Штурмовому отряду № 3 удалось захватить один пятиэтажный и два двухэтажных дома на окраине. Скромное продвижение объяснялось мощным сопротивлением по всему фронту. НВФ, даже после почти месяца боёв, сумели сохранить и чёткую организацию, и неплохие боевые возможности.
- 18 января — бои достигли пика интенсивности с момента начала операции. Федеральные силы захватили важный стратегический объект в центре города — мост через реку Сунжа. В результате было прервано сообщение между чеченскими отрядами западных и восточных районов Грозного[34].

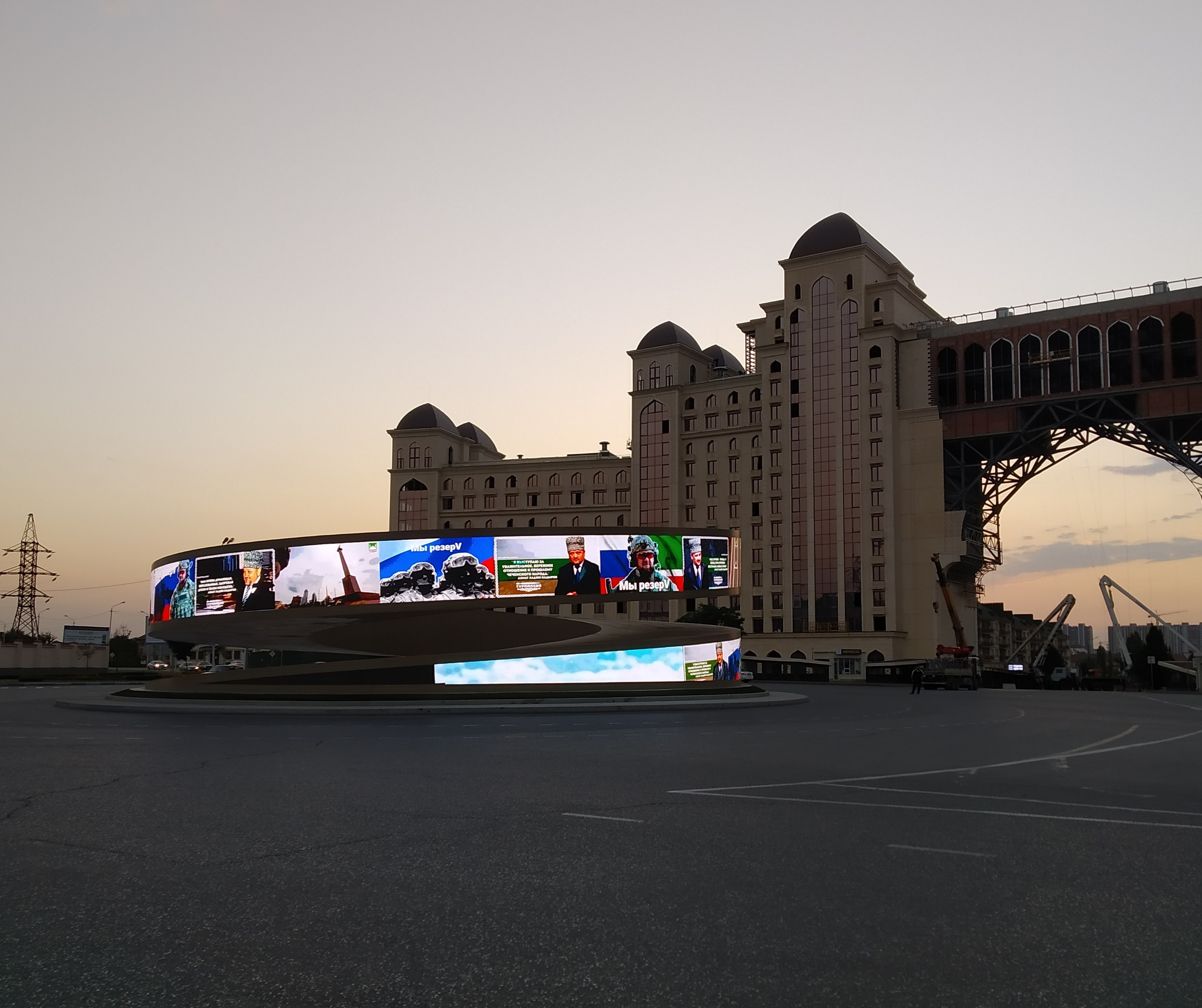
Минутка

- 19 января — бои в районе площади Минутка. К 19 января ФС смогли овладеть корпусами консервного и точного заводов.
- 20 января — центр боев переместился в Шейх-Мансуровский район Грозного и проходил неподалёку от административных зданий по проспекту Орджоникидзе. На юго-востоке города Внутренние войска и подразделения ОМОНа пробились к площади Минутка. Восточная часть города подвергалась непрерывному обстрелу из РСЗО «Град» и «Ураган». На южной окраине города бои шли за здание республиканской больницы. В ходе боя федеральным силам удалось взять под свой контроль территорию вокруг консервного завода и молочного комбината[32].
- 23 января у 15-го военного городка были разгромлены основные силы полка специального назначения «Борз», а через три дня в Черноречье авиаударом уничтожено около 50 человек из отряда Ахмеда Закаева.
- 27 января наметился перелом. Продолжались уличные бои. Авиация и артиллерия ФС нанесла массированные удары по позициям боевиков. Обстрел вёлся также из систем залпового огня «Град» и «Ураган». Центр боевых действий находился в районе площади Минутка.
- В ночь с 29 на 30 января основные силы НВФ группой до 3000 человек во главе с такими командирами как Шамиль Басаев, Турпал-Али Атгериев, Хункар-Паша Исрапилов, Асланбек Большой, Руслан Гелаев, Ахмед Закаев и Арби Бараев, предприняли попытку выхода в южном направлении. Они двигались вдоль русла Сунжи по равнинной безлесной местности по маршруту «Заводской район Грозного — Алхан-Кала — Ермоловский — Лермонтов-Юрт — Закан-Юрт». Конечной целью был лес у Самашек, из которого впоследствии планировалось выдвинуться через Ассиновскую и Бамут в Ингушетию или горные районы юго-востока Чечни. Первые серьёзные потери противник понес на минных полях. Отдельные группы НВФ пошли на прорыв по руслу Сунжи и непосредственно по воде. На мосту через Сунжу боевики попали под перекрёстный огонь. Разбегаясь в разные стороны, они подрывались на минах. Другие заняли оборону на окраинах Алхан-Калы и Закан-Юрта. Эти населённые пункты подверглись массированному артналёту. Одновременно авиация и артиллерия нанесли удар по 70 автомобилям, которые ожидали боевиков на окраине Самашкинского леса.[32].

На 30 января наиболее ожесточённые бои российские войска вели в Ленинском и Октябрьском районах Грозного, а также на подступах к площади Минутка.
- 31 января — российским силам удалось закрепиться на стратегически важной площади Минутка. Под контролем войск и милиции оказались почти все северные районы города[35]. Федеральные войска выбили боевиков с позиций на Гудермесской улице (ныне «улица Магомеда Узуева»)[32].

### Февраль 2000

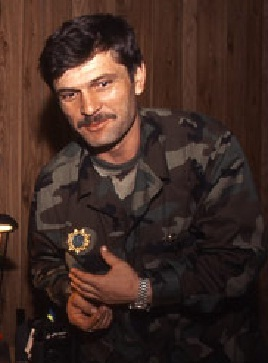
Бригадный генерал ЧРИ Асланбек Исмаилов

- 3 февраля — по оценке командующего Западной группировкой федеральных сил в Чечне генерал-майора Владимира Шаманова, федеральные силы контролируют около 50 % территории Грозного. Как утверждал Шаманов, «в течение нескольких дней» над столицей будет установлен полный контроль. При этом генерал отметил, что сопротивление продвигающимся вглубь города штурмовым отрядам оказывают преимущественно снайперы, большинство среди которых составляют наёмники из арабских стран.

Отходящие чеченские формирования минируют административные здания и жилые постройки. Отсутствие организованного сопротивления со стороны осаждённых в городе боевиков может косвенно подтверждать прозвучавшее накануне заявление главы Госсовета Чечни Малика Сайдуллаева о выходе из Грозного двухтысячного отряда обороняющихся.
- 1 февраля — штурмовые отряды российских войск в центре Грозного овладели зданием автовокзала в Октябрьском районе Грозного. В Ленинском и Центральном районах чеченской столицы были пресечены три попытки боевиков прорвать кольцо блокады и выйти из города в направлении Алхан-Калы, Старой Сунжи и посёлка Кирова. Тогда же в северо-восточном пригороде Грозного — Алхан-Кале — части Внутренних войск окружили не успевшие «рассеяться» остатки вырвавшихся боевиков. Село подверглось атакам штурмовиков, вертолётов, танков и «Град».
- 2 февраля — подразделения ФС заняли ряд основных стратегически важных объектов Грозного, в том числе площадь Минутку.
- 3 февраля — бои велись в районе консервного завода и нефтеперерабатывающего комбината.
- 4 февраля — бои шли в Ленинском районе и районе Старая Сунжа.
- 6 февраля — Исполняющий обязанности Президента РФ Владимир Путин объявил о завершении операции по освобождению Грозного.[37] В интервью журналистам телекомпании ОРТ председатель правительства заявил:

«Что касается положения в Чечне, могу вам сообщить: некоторое время назад взят последний оплот сопротивления террористов — Заводской район Грозного, и над одним из административных зданий водружён российский флаг. Так что можно сказать, что операция по освобождению Грозного закончена». —
Со своей стороны, командование сепаратистов не считает военную кампанию окончательно завершённой со взятием столицы. В заявлении их лидера Аслана Масхадова, распространённом 8 февраля, переход Грозного в руки федеральных сил назван «временным страгетическим манёвром». Объявленную лидером сепаратистов тактику партизанской войны поддержал бывший вице-президент Ичкерии Ваха Арсанов, заявивший о начале «тотальных военных действий на всей территории России».
- 18 февраля — за организацию и участие в вооружённом мятеже на территории Чечни Генеральной прокуратурой РФ Аслану Масхадову было предъявлено заочное обвинение по возбуждённому уголовному делу по статье 279 УК РФ. Масхадову также были предъявлены обвинения в организации незаконных вооружённых формирований и посягательстве на жизнь сотрудников правоохранительных органов. Он был объявлен в федеральный, а через два года — в международный розыск.[39]

## Тактика боёв
Основой тактики командования федеральных сил (ФС) было формирование опорных пунктов, блокпостов и штурмовых отрядов. Опорные пункты были ротного и взводного состава. Штурмовые отряды включали в себя разведчиков и минёров для проведения необходимых разрушений в стенах и межэтажных перекрытиях и устройства заграждений. Связью обеспечивались все командиры вплоть до уровня отделения. Тактика предусматривала продвижение не только по улицам, но и везде где только возможно. Все бойцы-штурмовики получили отличительные опознавательные повязки. Техника передвигалась от укрытия к укрытию. Танки и БМП вели огонь по верхним этажам, а пехота по нижним с помощью стрелкового оружия, гранатомётов и огнемётов.
Тактика боевиков состояла в проникновении далеко вглубь боевых порядков ФС для дезорганизации наступления и нанесения неожиданных ударов. Так, например, Арби Бараев захватил сёла Алхан-Юрт и Алхан-Кала возле Грозного, оттянув на себя часть ФС из Висаитовского района. Основной боевой единицей НВФ был отряд в 15—20 человек. Боевики действовали засадной тактикой, заманивая и отсекая от тылов штурмовые группы федеральных сил.
Оборона НВФ включала в себя систему подземных укрытий от действий авиации и артиллерии.
Соотношение количества личного состава наступающих ФС и обороняющихся НВФ составляло 1:1, что шло вразрез с мировой практикой традиционного создания многократного превосходства в живой силе со стороны наступающих войск.
Командование ФС использовало для обработки позиций противника высокоточные боеприпасы: 240-мм мины «Смельчак», птуры объёмной детонации, 152-мм снаряды «Сантиметр».

## Подразделения, участвовавшие в штурме
В штурме Грозного со стороны федеральных сил принимали участие:
Внутренние войска МВД
- 21-я отдельная бригада оперативного назначения[40];
- 22-я отдельная бригада оперативного назначения[41];
- 33-я отдельная бригада оперативного назначения[40];
- 101-я особая бригада оперативного назначения[42];
- 7-й отряд специального назначения внутренних войск «Росич»[40];
- 674-й полк оперативного назначения внутренних войск МВД[40];
- 330-й отдельный батальон оперативного назначения[42];

Сухопутные войска
- 205-я отдельная мотострелковая бригада[1];
- 15-й гвардейский мотострелковый полк[1];
- 245-й гвардейский мотострелковый полк[1];
- 255-й гвардейский мотострелковый полк[1];
- 276-й мотострелковый полк[43];
- 423-й гвардейский мотострелковый полк[1];
- 506-й гвардейский мотострелковый полк[40];

Прочие
- ОМОН и СОБР[42];
- ГУИН Министерства юстиции[42];
- Отряд пророссийской милиции Бислана Гантамирова[42];

## Оценки
Герой России генерал-полковник Геннадий Трошев в своих воспоминаниях высоко оценивал эту операцию российских войск, учитывая, как он отметил, особую сложность ведения боя в городских условиях:

Все это в целом (и эффективное применение техники, и построение боевых
порядков, и взаимодействие сил и средств) позволило достичь поставленных
целей в Грозненской операции с минимальными потерями личного состава.
— Геннадий Трошев. «Моя война. Чеченский дневник окопного генерала», воспоминания, книга